# Eteone syphodonta
Eteone syphodonta är en ringmaskart som först beskrevs av Delle Chiaje 1822.  Eteone syphodonta ingår i släktet Eteone och familjen Phyllodocidae. Inga underarter finns listade i Catalogue of Life.